# Ryūtarō
Ryūtarō (jap. りゅうたろう, リュウタロウ) – męskie imię japońskie.

## Możliwa pisownia
Znaki użyte do zapisania „tarō” (太郎) znaczą „duży, syn”. Może to być także samodzielne imię, które przeważnie otrzymuje najstarszy chłopiec. Do zapisania „ryū” używa się różnych znaków, o różnym znaczeniu (np. 竜 „smok”, 龍 „smok”, 隆 „podnieść”).

## Znane osoby
- Ryūtarō Azuma (1893–1983) – japoński fizyk, gubernator Tokio w latach 1959-1967
- Ryūtarō Hashimoto (龍太郎, 1937–2006) – japoński polityk, dwukrotnie premier Japonii
- Ryūtarō Matsumoto (隆太郎), japoński zapaśnik